# Cienfuegosia drummondii
Cienfuegosia drummondii là một loài thực vật có hoa trong họ Cẩm quỳ. Loài này được (A.Gray) Lewton mô tả khoa học đầu tiên năm 1910.